# 陈芳允
陈芳允（1916年4月3日—2000年4月29日），男，浙江黄岩人，中国无线电电子学家，中国科学院院士，两弹一星功勋，也是863计划最早的倡导人之一。

## 生平
陈芳允1934年考入清华大学物理系，1938年抗战期间毕业于云南昆明西南联合大学。留校任教。1945年赴英国科索无线电厂研究室从事电视和船用雷达研究。1948年回国，先后在上海国立中央研究院生理生化研究所，中国科学院物理所、电子学所，国防科工委第26基地，国防科工委测量通信总体研究所工作。
1964年至1965年，提出方案并参与研制出原子弹爆炸测试仪器，参加了卫星测控系统的建设工作，为後來1970年代人造卫星上天作出了贡献。不過在文革期間被撤職，下放到陝南一家工廠當工人進行「鍛煉」、「改造」。一些技術的開發因而中斷，不過他自己仍舊在做研究，只是陈芳允本人被戴上了“特嫌”的帽子，也影響了他兒子的學術之路，至今仍是他最大遺憾，動亂結束後終於重返科工崗位，提出并于1980年参与完成微波统一测控系统，成为支持中国通信卫星上天的主要设备，获1985年国家科技进步特等奖。1979年10月，中国宇航学会成立，其当选为第一届理事会副理事长。
1986年3月，他与王大珩、王淦昌、杨嘉墀联名建议发展中国的高技术，受到邓小平的高度重视，促成了863计划。尤其是他的“双星定位”概念比美國同行還早提出。1988年因航天测量船上电磁兼容问题的解决，获国防科技进步一等奖。1999年9月，与钱学森、钱三強、邓稼先、王大珩等共23人一起获两弹一星功勋奖章。

## 学术贡献
陈芳允与合作者于1983年提出“双星定位系统”的设想，试图以较少的卫星资源建立中国自己的“GPS”。2000年10月后随着几颗北斗导航实验卫星的相继成功发射，北斗导航系统初步建立，并同时具备定位与通讯功能，标志着中国开始拥有自主的卫星导航系统。